# Ramón II de Pallars
Ramón II de Pallars (?-995), conde de Pallars (948-995). Hijo del conde Lope I de Pallars y su esposa Gotruda de Cerdaña. Era nieto por parte de madre de los condes Miró II de Cerdaña y Delá de Ampurias.
A la muerte de su padre, en 948, y por la renuncia de su tío Isarn I de Pallars, ascendió junto con sus hermanos Borrell y Suñer I de Pallars al trono del condado de Pallars.
Fue sucedido por su sobrino Ermengol I de Pallars y por su hermano menor Suñer I de Pallars.
| Predecesor: Isarn I y Lope I | Conde de Pallars junto a Borrell I y Suñer I 948-995 | Sucesor: Ermengol I y Suñer I |